# Ipoglicina
L'ipoglicina è una sostanza organica naturale presente nella specie Blighia sapida ed è particolarmente concentrata nel frutto della pianta. È tossica se ingerita ed è l'agente eziologico della malattia del vomito giamaicana. Si tratta di un amminoacido chimicamente correlato alla lisina, che si lega competitivamente agli enzimi necessari al catabolismo della lisina ed è la ragione per cui esso e il suo metabolita MCPA sono tossici.